# Rhynchospora edwalliana
Rhynchospora edwalliana är en halvgräsart som beskrevs av Johann Otto Boeckeler. Rhynchospora edwalliana ingår i släktet småag, och familjen halvgräs. Inga underarter finns listade i Catalogue of Life.